# Century Child
Century Child  är Nightwishs fjärde album och släpptes år 2002 av Spinefarm Records.
Bandets musik har utvecklats betydligt på detta album, både själsligt och rent musikaliskt. Power metal-influenserna som var tydliga på de tidigare albumen har tonats ned, även om de ännu i viss mån märks i låtar som Bless the Child, och syntharna har ersatts med symfoniorkesterackompanjemang. Produktionen är också mycket mera allomfattande och Tarja Turunens sång är ännu mera operalik - man kan säga att Nightwish i och med detta album tog steg från power metal till symphonic metal eller opera metal. Sångtexterna gör att albumet får drag av ett konceptalbum.

## Ytterligare material
Spinefarm Records släppte en specialversion, en dubbel-cd, av albumet 2002. Det innehöll cd:n med ett kopieringsskydd (något som inte nämns), konst i fodralet med bandmedlemmarnas autografer och en genomskinlig video cd som innehöll musikvideon för deras Gary Moore-cover på "Over The Hills And Far Away". Dessutom innehöll häftet en ID-kod som tillät ägaren att för en begränsad tid ladda ned hela albumet och tre extra låtar från internet. Bonusspåren var "Nightwish", "The Forever Moments" och "Etiäinen", alla från bandets första demo från den tiden då de var ett akustiskt projekt.

## Låtlista
1. "Bless The Child"
2. "End Of All Hope"
3. "Dead To The World"
4. "Ever Dream"
5. "Slaying The Dreamer"
6. "Forever Yours"
7. "Ocean Soul"
8. "Feel For You"
9. "The Phantom Of The Opera" (cover)
10. "Beauty Of The Beast"

## Singlar
- Ever Dream
- Bless The Child